# Manifiesto de economistas aterrados
El Manifiesto de economistas aterrados (en francés Manifeste d'économistes atterrés) es un manifiesto redactado en 2010 por un grupo de economistas, Philippe Askenazy del CNRS; Thomas Coutrot del consejo científico de Attac; André Orléan del CNRS y del EHESS, presidente de la Asociación Francesa de Economía Política; Henri Sterdyniak del OFCE; quienes, después de la crise de las llamadas subprime se sienten aterrados de ver que nada ha cambiado en los discursos a favor del liberalismo económico ni en las políticas económicas que según ellos condujeron a la crisis.
En septiembre de 2010 contaba ya con 630 firmas, correspondientes en su mayoría a economistas, aunque también hay firmas de profesionales de otras disciplinas, sindicalistas y otros ciudadanos. En mayo de 2011 el número de firmas había ascendido a 3.000.

## Extractos
En  Le Monde del jueves 16 de septiembre de 2010, explican que:

La crisis económica y financiera que sacudió el mundo en 2008 no ha debilitado el dominio de los esquemas de pensamiento que orientan las políticas económicas desde hace treinta años. El poder de las finanzas no ha sido desafiado. En Europa, por el contrario, los Estados, bajo la presión de las instituciones europeas e internacionales y de las agencias de calificación, aplican con un vigor renovado programas de reformas y ajustes estructurales que ya mostraron en el pasado su capacidad de acrecentar la inestabilidad económica y las desigualdades sociales.

La cuestión es de especial actualidad en Francia en el momento de la reforma de las pensiones que reclama que los asalariados sufraguen los esfuerzos de la deuda pública, parte de la cual se debe al rescate por parte de los Estados de los bancos en peligro de quiebra.
Según un artículo publicado en Le Monde el 12 de octubre de 2010, la cuestión de fondo en la controversia sobre el futuro de las pensiones gira en torno al reparto de la riqueza - se trata de saber qué parte de la población soportará el peso de la crisis económica. Según el manifiesto, el discurso neoliberal que proclama la necesidad de la austeridad en nombre de la deuda está sesgado. En efecto, la fiscalidad sobre las rentas altas y sobre las empresas se ha reduciendo sistemáticamente a lo largo de las tres décadas anteriores. Así, afirman los economistas firmantes,

«con el dinero ahorrado de sus impuestos, los ricos han podido adquirir los títulos de la deuda pública emitida para financiar los déficits públicos provocados por las reducciones de impuestos [...] Y ahora hay que pagar a los ricos los intereses de la deuda.»

En el manifiesto se denuncian 10 puntos, considerados por sus proponentes como falsas evidencias, que siguen inspirando las decisiones en Europa:
1. Los mercados financieros son eficientes.
2. Los mercados financieros favorecen el crecimiento económico.
3. Los mercados son buenos jueces de la solvencia de los Estados.
4. El alza excesiva de la deuda pública es consecuencia de un exceso de gasto.
5. Hay que reducir los gastos para reducir la deuda pública.
6. La deuda pública traslada el precio de nuestros excesos a nuestros nietos.
7. Hay que tranquilizar a los mercados financieros para poder financiar la deuda pública.
8. La Unión Europea defiende el modelo social europeo.
9. El euro es un escudo contra la crisis.
10. La crisis griega ha permitido por fin avanzar hacia un gobierno económico y una verdadera solidaridad europea.

Frente a estos puntos, se ofrecen 22 alternativas para salir de la crisis.